# Штеффі Граф
Ште́фані Марі́я Гра́ф (нім. Stefanie Maria Graf), відоміша як Штеффі Граф (нім. Steffi Graf; *14 червня 1969, Мангайм) — німецька тенісистка, багаторазова переможниця тенісних мейджорів, володарка Великого шолома, золотого Великого шолома та суперзолотого Великого шолома, багаторазова володарка кар'єрного Великого шолома, колишня перша ракетка світу, олімпійська чемпіонка та медалістка.
За свої заслуги Граф була удостоєна олімпійського ордена і включена до Зали тенісної слави (2004).

## Досягнення
Граф вигравала турніри Великого шолома 23 рази — 22 в одиночному і один раз у парному розрядах.
- Вімблдонський турнір — 1988, 1989, 1991, 1992, 1993, 1995, 1996
- Відкритий чемпіонат Австралії з тенісу — 1988, 1989, 1990, 1994
- Відкритий чемпіонат Франції з тенісу — 1987, 1988, 1993, 1995, 1996, 1999
- Відкритий чемпіонат США з тенісу — 1988, 1989, 1993, 1995, 1996

Золоту олімпійську медаль та звання олімпійської чемпіонки Граф виборола на Сеульській олімпіаді 1988 року в одиночному розряді. На тій же олімпіаді вона здобула бронзову медаль у парному турнірі, граючи з Клаудією Коде-Кільш. На Барселонській олімпіаді 1992 року Граф задовольнилася срібною медаллю, програвши фіналі Дженніфер Капріаті.
Граф — єдина тенісистка, яка виграла кожен турнір Великого шолома мінімум 4 рази. У 1988 Граф стала третьою воладаркою Великого шолома (після Морін Коннолі і Маргарет Корт), вигравши всі 4 мейджори в одному сезоні. Цього року вона виграла і олімпійське золото в Сеулі. Це унікальне досягнення (4 турніри Великого шолома і Олімпійське золото) надалі стали називати «Золотим шоломом». Попереднього (та наступного) року Штеффі виграла ще й Чемпіонат WTA, тож вона виграла всі 4 мейджори, Олімпіаду й Чемпіонат WTA в період 12 місяців, що стали називати «Суперзолотим шоломом».
У 1991 році вона встановила рекорд, протягом 186 тижнів поспіль утримуючи титул першої ракетки світу. До 1997 року Граф була першою ракеткою світу 377 тижнів, але вже не поспіль. За показником перебування на першій сходинці рейтингу WTA поспіль (186 тижнів) з нею зрівнялася Серена Вільямс, а от за показником загальної кількості тижнів на вершині жіночого тенісу Граф залишається лідером.
За кількістю одиночних титулів у WTA турі (107) Граф поступається тільки Мартіні Навратіловій та Кріс Еверт. За кар'єру вона заробила майже 22 млн дол. США призових, що є результатом з другого десятку, але з часів виступів Граф призові значно зросли.
Граф входила до складу збірної Федеративної Республіки Німеччина, що виграла Кубок Девіса 1987 року, й до складу збірної Німеччини, що тріумфувала 1992 року. У 1993-му вона виграла Кубок Гопмана разом із Міхаелем Штіхом.
Граф часто згадують, коли мова заходить про найкращу тенісистку всіх часів та народів. Іншими претендентками є Маргарет Корт, яка виграла найбільше мейджорів, але частина з цих виграшів припала на аматорську еру, а крім того Корт зараз проповідниця й говорить не зовсім політкоректні речі, Мартіна Навратілова — лідер за кількістю виграних турнірів та за загальною кількість виграних Шоломів, враховуючи парну гру й мікст, та Серена Вільямс — вона вже перевершила Граф за кількістю виграних Шоломів і намагається зрівнятися з Корт. Серена, як і Мартіна, успішно грала в парі.

## Особисте життя
22 жовтня 2001 в Лас-Вегасі Штеффі одружилася з іншою легендою тенісу — Андре Агассі. У 2001 році народила сина Джадена Гіла (англ. Jaden Gil), 3 жовтня 2003 народила доньку Джаз Елл (англ. Jaz Elle). Подружжя тренує дітей у власній тенісній академії.

## Тенісний стиль
Грала здебільшого на задній лінії. Основна сила — форгенд. З бекгенду здебільшого підрізала м'яч. Недостатньо сильний бекгенд компенсувала швидкістю пересування на корті й частими забіганнями під зручну руку.

## Статистика

### Історія виступів на турнірах Великого шолома в одиночному розряді
|                                        | Західна Німеччина | Західна Німеччина | Західна Німеччина | Західна Німеччина | Західна Німеччина | Західна Німеччина | Західна Німеччина | Західна Німеччина | Західна Німеччина | Німеччина | Німеччина | Німеччина | Німеччина | Німеччина | Німеччина | Німеччина | Німеччина | Німеччина | Німеччина |
| Турнір                                 | 1983              | 1984              | 1985              | 1986              | 1987              | 1988              | 1989              | 1990              | 1991              | 1992      | 1993      | 1994      | 1995      | 1996      | 1997      | 1998      | 1999      | Усп       | В-П       |
| Відкритий чемпіонат Австралії з тенісу | 1к                | 3к                | A                 | NH                | A                 | П                 | П                 | П                 | ЧФ                | A         | Ф         | П         | A         | A         | 4к        | A         | ЧФ        | 4 / 10    | 47–6      |
| Відкритий чемпіонат Франції з тенісу   | 2к                | 3к                | 4к                | ЧФ                | П                 | П                 | Ф                 | Ф                 | ПФ                | Ф         | П         | ПФ        | П         | П         | ЧФ        | A         | П         | 6 / 16    | 84–10     |
| Вімблдонський турнір                   | LQ                | 4к                | 4к                | A                 | Ф                 | П                 | П                 | ПФ                | П                 | П         | П         | 1к        | П         | П         | A         | 3к        | Ф         | 7 / 14    | 74–7      |
| US Open                                | LQ                | 1к                | ПФ                | ПФ                | Ф                 | П                 | П                 | Ф                 | ПФ                | ЧФ        | П         | Ф         | П         | П         | A         | 4к        | A         | 5 / 14    | 73–9      |
| В–П                                    | 1-2               | 7–4               | 11–3              | 9–2               | 19–2              | 27–0              | 27–1              | 24–3              | 21–3              | 17–2      | 27–1      | 18–3      | 21–0      | 21–0      | 7–2       | 5–2       | 17–2      | 22 / 54   | 278–32    |

Зауваження:
Півфінальна гра Граф  на US Open 1988 не вібулася через зняття супротивниці (тож не  рахується як перемога)

### Фінали турнірів Великого шолома

#### Одиночний розряд: 31 фінал,  22 титули
| Результат | Рік  | Турнір                                 | Поверхня | Супротивниця          | Рахунок             |
| --------- | ---- | -------------------------------------- | -------- | --------------------- | ------------------- |
| Перемога  | 1987 | Відкритий чемпіонат Франції з тенісу   | Ґрунт    | Мартіна Навратілова   | 6–4, 4–6, 8–6       |
| Поразка   | 1987 | Вімблдонський турнір                   | Трава    | Мартіна Навратілова   | 5–7, 3–6            |
| Поразка   | 1987 | US Open                                | Хард     | Мартіна Навратілова   | 6–7(4–7), 1–6       |
| Перемога  | 1988 | Відкритий чемпіонат Австралії з тенісу | Хард     | Кріс Еверт            | 6–1, 7–6(7–3)       |
| Перемога  | 1988 | French Open (2)                        | Ґрунт    | Наташа Звєрєва        | 6–0, 6–0            |
| Перемога  | 1988 | Wimbledon                              | Трава    | Мартіна Навратілова   | 5–7, 6–2, 6–1       |
| Перемога  | 1988 | US Open                                | Хард     | Габріела Сабатіні     | 6–3, 3–6, 6–1       |
| Перемога  | 1989 | Australian Open (2)                    | Хард     | Гелена Сукова         | 6–4, 6–4            |
| Поразка   | 1989 | French Open                            | Ґрунт    | Аранча Санчес Вікаріо | 6–7(6–8), 6–3, 5–7  |
| Перемога  | 1989 | Wimbledon (2)                          | Трава    | Мартіна Навратілова   | 6–2, 6–7(1–7), 6–1  |
| Перемога  | 1989 | US Open (2)                            | Хард     | Мартіна Навратілова   | 3–6, 7–5, 6–1       |
| Перемога  | 1990 | Australian Open (3)                    | Хард     | Мері Джо Фернандес    | 6–3, 6–4            |
| Поразка   | 1990 | French Open (2)                        | Ґрунт    | Моніка Селеш          | 6–7(6–8), 4–6       |
| Поразка   | 1990 | US Open (2)                            | Хард     | Габріела Сабатіні     | 2–6, 6–7(4–7)       |
| Перемога  | 1991 | Wimbledon (3)                          | Трава    | Габріела Сабатіні     | 6–4, 3–6, 8–6       |
| Поразка   | 1992 | French Open (3)                        | Ґрунт    | Моніка Селеш          | 2–6, 6–3, 8–10      |
| Перемога  | 1992 | Wimbledon (4)                          | Трава    | Моніка Селеш          | 6–2, 6–1            |
| Поразка   | 1993 | Australian Open                        | Хард     | Моніка Селеш          | 6–4, 3–6, 2–6       |
| Перемога  | 1993 | French Open (3)                        | Ґрунт    | Мері Джо Фернандес    | 4–6, 6–2, 6–4       |
| Перемога  | 1993 | Wimbledon (5)                          | Трава    | Яна Новотна           | 7–6(8–6), 1–6, 6–4  |
| Перемога  | 1993 | US Open (3)                            | Хард     | Гелена Сукова         | 6–3, 6–3            |
| Перемога  | 1994 | Australian Open (4)                    | Хард     | Аранча Санчес Вікаріо | 6–0, 6–2            |
| Поразка   | 1994 | US Open (3)                            | Хард     | Аранча Санчес Вікаріо | 6–1, 6–7(3–7), 4–6  |
| Перемога  | 1995 | French Open (4)                        | Ґрунт    | Аранча Санчес Вікаріо | 7–5, 4–6, 6–0       |
| Перемога  | 1995 | Wimbledon (6)                          | Трава    | Аранча Санчес Вікаріо | 4–6, 6–1, 7–5       |
| Перемога  | 1995 | US Open (4)                            | Хард     | Моніка Селеш          | 7–6(8–6), 0–6, 6–3  |
| Перемога  | 1996 | French Open (5)                        | Ґрунт    | Аранча Санчес Вікаріо | 6–3, 6–7(4–7), 10–8 |
| Перемога  | 1996 | Wimbledon (7)                          | Трава    | Аранча Санчес Вікаріо | 6–3, 7–5            |
| Перемога  | 1996 | US Open (5)                            | Хард     | Моніка Селеш          | 7–5, 6–4            |
| Перемога  | 1999 | French Open (6)                        | Ґрунт    | Мартіна Хінгіс        | 4–6, 7–5, 6–2       |
| Поразка   | 1999 | Wimbledon (2)                          | Трава    | Ліндсі Девенпорт      | 4–6, 5–7            |

#### Пари: 4 фінали, 1 титул
| Результат | Рік  | Турнір                               | Поверхня | Партнерка         | Супротивниці                         | Рахунок         |
| --------- | ---- | ------------------------------------ | -------- | ----------------- | ------------------------------------ | --------------- |
| Поразка   | 1986 | Відкритий чемпіонат Франції з тенісу | Ґрунт    | Габріела Сабатіні | Мартіна Навратілова Андреа Темешварі | 1–6, 2–6        |
| Поразка   | 1987 | French Open (2)                      | Ґрунт    | Габріела Сабатіні | Мартіна Навратілова Пем Шрайвер      | 2–6, 1–6        |
| Перемога  | 1988 | Вімблдонський турнір                 | Трава    | Габріела Сабатіні | Лариса Савченко Наташа Звєрєва       | 6–3, 1–6, 12–10 |
| Поразка   | 1989 | French Open (3)                      | Ґрунт    | Габріела Сабатіні | Лариса Савченко Наташа Зверєва       | 4–6, 4–6        |